# Burton Albion FC
A Burton Albion FC 1950-ben alapított angol labdarúgócsapat Burton-on-Trent városában.

## Játékosok
2018-tól

### Jelenlegi keret
| #  |     | Poszt | Név                                        |
| -- | --- | ----- | ------------------------------------------ |
| 1  | ENG | K     | Stephen Bywater                            |
| 2  | ENG | V     | John Brayford                              |
| 3  | ENG | V     | Jake Buxton (csapatkapitány)               |
| 4  | ENG | KP    | Jamie Allen                                |
| 5  | ENG | V     | Kyle McFadzean                             |
| 6  | ENG | V     | Ben Turner                                 |
| 7  | SCO | KP    | Scott Fraser                               |
| 8  | ENG | KP    | Jake Hesketh (kölcsönben a Southamptontól) |
| 9  | ENG | KP    | Joe Sbarra                                 |
| 10 | ENG | CS    | Lucas Akins                                |
| 11 | SCO | KP    | David Templeton                            |
| 12 | ENG | KP    | Ben Fox                                    |
| 13 | ENG | K     | Callum Hawkins                             |
| 14 | IRL | V     | Damien McCrory                             |

| #  |     | Poszt | Név                                           |
| -- | --- | ----- | --------------------------------------------- |
| 16 | ENG | KP    | Marcus Harness                                |
| 17 | ENG | CS    | Marvin Sordell                                |
| 18 | ENG | KP    | William Miller                                |
| 19 | ENG | V     | Reece Hutchinson                              |
| 20 | ENG | K     | Harry Campbell                                |
| 21 | ENG | KP    | Elliot Hodge                                  |
| 23 | IRL | KP    | Stephen Quinn                                 |
| 24 | ENG | CS    | Chris Beardsley                               |
| 26 | BUL | K     | Dimitar Evtimov                               |
| 27 | NIR | CS    | Liam Boyce                                    |
| 34 | ENG | V     | Jake Flannigan (kölcsönben a Southamptontól)  |
| 40 | ENG | K     | Bradley Collins (kölcsönben a Chelsea-től)    |
| 44 | ENG | CS    | Devante Cole (kölcsönben a Wigan Athletictől) |

## Sikerei
- Football Conference győztes: 2008–2009

## Külső hivatkozások
- Hivatalos weboldal